# Joe Hutshing
Joseph E. Hutshing, detto Joe (San Diego, ...), è un montatore statunitense, candidato quattro volte al Premio Oscar per il miglior montaggio, di cui due vinti, uno nel 1990 per il film Nato il quattro luglio e uno nel 1992 per JFK - Un caso ancora aperto.

## Biografia
Cresciuto e vissuto a San Diego, in California, dove ha frequentato la Point Loma High School, ha esordito come montatore in un film diretto da Oliver Stone, Talk Radio del 1988, al quale seguì una lunga collaborazione col regista in gran parte delle sue pellicole. Nel 1989, è autore, insieme a David Brenner, del montaggio del film Nato il quattro luglio, col quale si guadagna un prestigioso Oscar come miglior montaggio.
Con Branner torna a lavorare in The Doors, opera non perfettamente riuscita di Stone e quindi nel film storico JFK - Un caso ancora aperto, basato sulla vera storia dell'assassinio di John Fitzgerald Kennedy a Dallas. Quest'ultimo lavoro lo consacrerà nuovamente sulla scena hollywoodiana, grazie al secondo Oscar, ricevuto nel 1992, e ad un BAFTA Award.
Distanziatosi definitivamente da Stone, Hutshing si cimenta durante tutti gli anni novanta con altri film minori fino al suo incontro col regista e sceneggiatore Cameron Crowe, anch'egli californiano, per il quale monterà il film Jerry Maguire, ottenendo una terza, e poi, con Quasi famosi, una quarta ed ultima nomination all'Oscar.
Dopo aver lavorato in Vanilla Sky, ancora con Crowe, Hutsing si dedica al montaggio di Live from Baghdad, film televisivo candidato a 3 Golden Globe, per il quale vince un Emmy Award nel 2002. Tra i suoi ultimi montaggi ricordiamo The Skeleton Key, L'amore non va in vacanza e Leoni per agnelli. Nel 2007, Hutshing vince la categoria "montatore dell'anno" nel corso del prestigioso Hollywood Film Festival.
Fa parte di un'associazione di montatori statunitensi, nota come American Cinema Editors.

## Filmografia parziale
- Nato il quattro luglio (Born on the Fourth of July), regia di Oliver Stone (1989)
- JFK - Un caso ancora aperto (JFK), regia di Oliver Stone (1991)
- The Doors, regia di Oliver Stone (1991)
- The River Wild - Il fiume della paura (The River Wild), regia di Curtis Hanson (1994)
- Nome in codice: Broken Arrow (Broken Arrow), regia di John Woo (1996)
- Jerry Maguire, regia di Cameron Crowe (1996)
- Vi presento Joe Black (Meet Joe Black), regia di Martin Brest (1998)
- Quasi famosi (Almost Famous), regia di Cameron Crowe (2000)
- Vanilla Sky, regia di Cameron Crowe (2001)
- Tutto può succedere - Something's Gotta Give (Something's Gotta Give), regia di Nancy Meyers (2003)
- The Skeleton Key, regia di Iain Softley (2005)
- L'amore non va in vacanza (The Holiday), regia di Nancy Meyers (2006)
- Leoni per agnelli (Lions for Lambs), regia di Robert Redford (2007)
- W., regia di Oliver Stone (2008)
- È complicato (It's Complicated), regia di Nancy Meyers (2009)
- The Tourist, regia di Florian Henckel von Donnersmarck (2010)
- Le belve (Savages), regia di Oliver Stone (2012)
- Sotto il cielo delle Hawaii (Aloha), regia di Cameron Crowe (2015)